# Monartron
Monartron is een monotypisch geslacht van mosdiertjes uit de  familie van de Candidae. De wetenschappelijke naam ervan is in 1858 voor het eerst geldig gepubliceerd door Wyville Thomson.

## Soort
- Monartron cyathus (Wyville Thomson, 1858)